# María Nieves
María Nieves Rego, conocida artísticamente como María Nieves (Buenos Aires, 6 de septiembre de  1934), es una destacada bailarina, milonguera y coreógrafa de tango argentina, conocida mundialmente por integrar el elenco del espectáculo Tango Argentino, estrenado en 1983. Durante varias décadas formó pareja de baile con Juan Carlos Copes, hasta que se separaron en la década de 1990.

## Biografía
María Nieves Rego nació en el barrio de Saavedra de Buenos Aires en el seno de una familia humilde de inmigrantes gallegos. Desde niña debió trabajar como empleada doméstica abandonando la escuela en 4º grado, para residir en la casa de sus empleadores en La Boca.
Influida por su hermana mayor, "La Ñata", aprende desde joven a bailar tango y comienza a asistir a las milongas, junto con su amiga Alicia. A los 15 años conoce a Juan Carlos Copes, en el club Atlanta, con quien formaría pareja en el baile y la vida.
Poco a poco la pareja fue haciéndose conocida actuando en clubes y salones barriales, hasta que ganaron un torneo de baile de tango en el Luna Park, que les abrió las puertas a los espectáculos del centro.
Copes organizó el Conjunto Juvenil integrado por diez parejas de milongueros, que fue contratado por el empresario Carlos Petit, a cargo del Teatro Nacional, uno de los más importante teatros de revista. José María Otero describe el vestuario de las milongueras de ese momento del siguiente modo:

«...pollera acampanada, cinturón ancho exprimiendo la cintura -la moda de las chicas Divito-, pañuelito al cuello y el corte de pelo copiado de Gina Lollobrigida que había visitado fugazmente Buenos Aires.»

Poco después trabajaron en el cabaret Ta-Ba-Ris, donde la vedette Juanita Martínez -esposa del cómico José Marrone- le aconsejó usar zapatos de raso de taco alto estilizar la pose. Poco a poco la pareja comenzó a actuar internacionalmente en otros países de América Latina hasta llegar a Estados Unidos en 1959.
Tras atravesar momentos difíciles la pareja comenzó a tener éxito en Nueva York. Ed Sullivan los invitó a bailar en su famoso programa de televisión y su figura fue conocida en todo Estados Unidos, al punto que el presidente Ronald Reagan los contrató para bailar en la Casa Blanca en su cumpleaños.

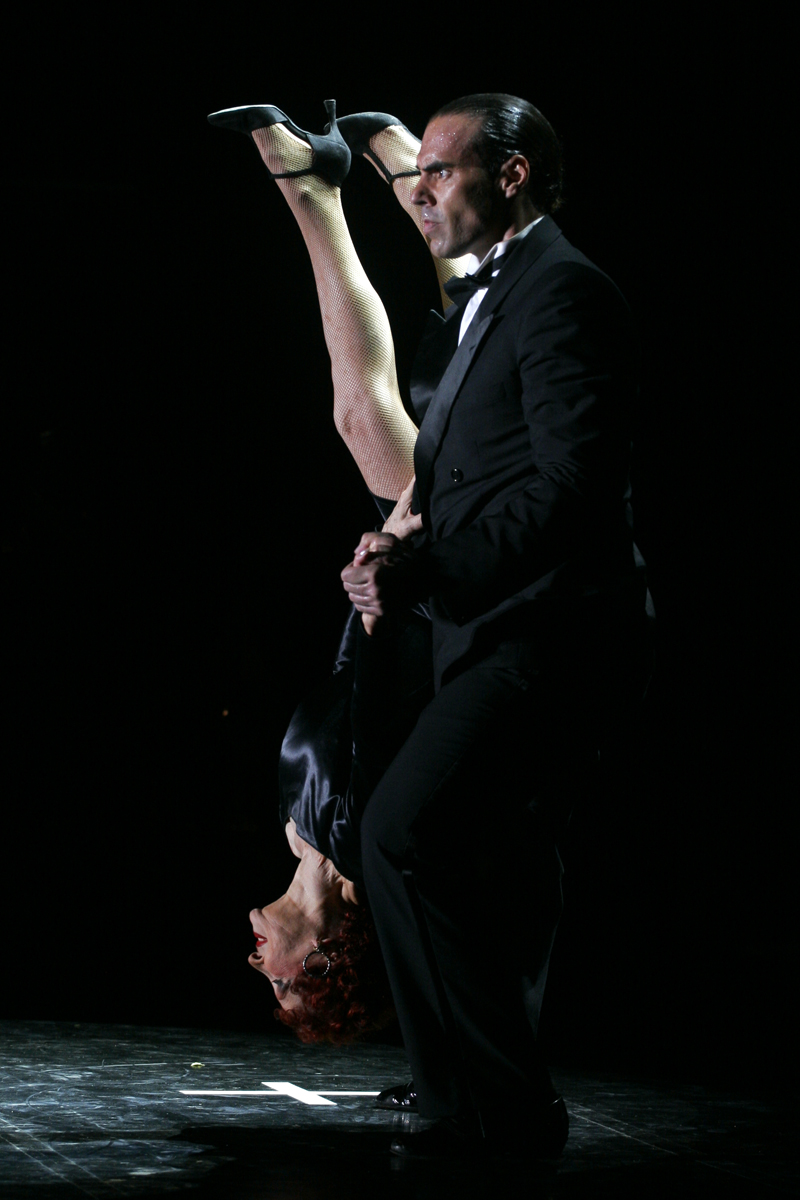
María Nieves y Junior Cervila cierran su cuadro en Tango Argentino, durante la presentación en Buenos Aires de 2011.

En ese momento Claudio Segovia convoca a Copes para que lo ayude a organizar el espectáculo de música y bailes Tango Argentino, que estrenarían en París en 1983, con la pareja como la figura estelar. El show tendría un éxito sorprendente, causando el renacimiento del tango en el mundo y se mantendría en escena de manera continuada por más de una década, incluyendo un sonoro éxito en Broadway, en 1985, por el que todos los bailarines fueron nominados para los Premios Tony a la mejor coreografía.
En la década de 1990 las infidelidades continuadas de Copes llevaron a la ruptura de la pareja, que volvió a actuar junta con ocasión de la reposición de Tango Argentino en Buenos Aires y Broadway en 1999.
Entre las actuaciones ya en el siglo XXI, actúa en el papel de Tía María en la película Assassination Tango de Robert Duvall. Luego destacan las presentaciones de Tiempo Argentino, primero en 2006 y luego en 2011 en la Avenida 9 de Julio de Buenos Aires, ante 15.000 personas que la ovacionaron al realizar el cuadro de la última pareja, acompañada por Junior Cervila.

## Filmografía
- Assassination Tango (2002) de Robert Duvall ...Tia Maria.
- Funes, un gran amor (1993)
- Tango, Bayle nuestro (1988) (Documental) ...Ella misma
- Solamente ella (1975)
- Carlos Gardel, historia de un ídolo (1964)
- Detrás de un largo muro (1958)
- Un tango más (2015) (Germán Kral)